# New Jersey Nets 2011-2012
La stagione 2011-12 dei New Jersey Nets fu la 36ª nella NBA per la franchigia.
I New Jersey Nets arrivarono quinti nella Atlantic Division della Eastern Conference con un record di 22-44, non qualificandosi per i play-off.

## Roster
| N° | Naz.                   | Ruolo | Sportivo          | Anno | Alt. | Peso |
| -- | ---------------------- | ----- | ----------------- | ---- | ---- | ---- |
| 1  | Stati Uniti (bandiera) | G     | Sundiata Gaines   | 1986 | 185  | 84   |
| 2  | Stati Uniti (bandiera) | G     | Jordan Farmar     | 1986 | 188  | 82   |
| 6  | Stati Uniti (bandiera) | GA    | Keith Bogans      | 1980 | 196  | 98   |
| 7  | Stati Uniti (bandiera) | G     | Armon Johnson     | 1989 | 191  | 88   |
| 7  | Stati Uniti (bandiera) | A     | Shawne Williams   | 1986 | 206  | 102  |
| 8  | Stati Uniti (bandiera) | G     | Deron Williams    | 1984 | 191  | 95   |
| 9  | Stati Uniti (bandiera) | GA    | MarShon Brooks    | 1989 | 196  | 91   |
| 10 | Stati Uniti (bandiera) | GA    | Damion James      | 1987 | 201  | 102  |
| 11 | Stati Uniti (bandiera) | C     | Brook Lopez       | 1988 | 213  | 118  |
| 13 | Turchia (bandiera)     | AC    | Mehmet Okur       | 1979 | 211  | 113  |
| 14 | Stati Uniti (bandiera) | A     | Andre Emmett      | 1982 | 196  | 104  |
| 14 | Stati Uniti (bandiera) | A     | Gerald Green      | 1986 | 203  | 91   |
| 20 | Stati Uniti (bandiera) | A     | Jordan Williams   | 1990 | 208  | 118  |
| 22 | Stati Uniti (bandiera) | G     | Anthony Morrow    | 1985 | 196  | 95   |
| 24 | Stati Uniti (bandiera) | A     | Larry Owens       | 1983 | 201  | 95   |
| 27 | Francia (bandiera)     | C     | Johan Petro       | 1986 | 213  | 112  |
| 28 | Stati Uniti (bandiera) | G     | Jerry Smith       | 1987 | 188  | 86   |
| 31 | Stati Uniti (bandiera) | A     | Dennis Horner     | 1988 | 206  | 104  |
| 33 | Stati Uniti (bandiera) | A     | Shelden Williams  | 1983 | 206  | 113  |
| 43 | Stati Uniti (bandiera) | A     | Kris Humphries    | 1985 | 206  | 107  |
| 45 | Stati Uniti (bandiera) | A     | Gerald Wallace    | 1982 | 201  | 98   |
| 92 | Stati Uniti (bandiera) | G     | DeShawn Stevenson | 1981 | 196  | 95   |

## Staff tecnico
- Allenatore: Avery Johnson
- Vice-allenatori: P.J. Carlesimo, Mario Elie, Popeye Jones, Tom Barrise
- Vice-allenatore per lo sviluppo dei giocatori: Doug Overton
- Preparatore atletico: Tim Walsh